# اردمه (طرقبه شاندیز)
اردمه (طرقبه شاندیز)، روستایی از توابع بخش طرقبه شهرستان طرقبه شاندیز در استان خراسان رضوی ایران است.

## جمعیت
براساس سرشماری مرکز آمار ایران در سال ۱۳۸۵، جمعیت آن ۱۵۲ نفر (۵۴خانوار) بوده‌است. در آخرین سرشماری انجام گرفته (1395) نیز این سکونتگاه با روندی کاهشی دارای 60 نفر جمعیت (28 مرد و 32 زن) در قالب 28 خانوار می‌باشد.